# Cynthia Gibb
Cynthia Gibb (Bennington, Vermont, 14 de diciembre de 1963) es una actriz y exmodelo estadounidense que ha protagonizado cine y televisión.

## Biografía
Creció en Westport, Connecticut. A la edad de 14 años fue descubierta para el mundo artístico por la Agencia de Eileen Ford en Nueva York, que lanzó su carrera como modelo. Fue portada de la revista Vogue y Young Miss. Fue entonces cuando el director Woody Allen tras ver su imagen en una revista, le ofrece su primer papel en la película Stardust Memories.
Posteriormente, se incorpora al reparto de la serie de televisión Search for Tomorrow en el papel de Susan "Suzi" Martin Wyatt Carter entre 1981 y 1983.
Su siguiente personaje relevante fue el de la joven estudiante de interpretación Holly Laird en la popular serie Fama, que interpreta durante tres temporadas (1983-1987).
Con posterioridad ha intervenido, entre otras, en las películas Modern Girls, Youngblood (1986), con Rob Lowe y Patrick Swayze; Salvador (1986), de Oliver Stone; Malone(1987) junto a Burt Reynolds; Cortocircuito 2 (1988); The Karen Carpenter Story (1989) dando vida a la singular cantante, Libertad para morir (1990), con Jean-Claude Van Damme y en la serie Diagnóstico Asesinato (1992), la adaptación para televisión de la obra Gypsy (1993) y la serie Deadly Games (1995). También ha protagonizado diferentes TV movies como Volcano: fuego en la montaña (1997) y A family lost (2007), titulada en España Al borde del engaño.
Ha estado nominada a los Globos de Oro (1993) por su papel en Gypsy.
Está casada con el actor Scott Kramer, y es madre de tres hijos.